# Crenicichla
Crenicichla es un género de cíclidos (familia Cichlidae del orden Perciformes). Es el género de cíclidos sudamericanos con mayor número de especies.

## Descripción
Las especies más pequeñas de Crenicichla no miden más de 11 cm de largo, siendo denominadas «cíclidos enanos» por los aficionados a la acuariofilia (aunque sus hábitos voraces y agresivos deberían ser tenidos en cuenta por los aficionados interesados). Las especies más grandes pueden crecer más de 60 cm. Sin embargo, la mayoría de las especies no miden más de 15-25 cm de largo. Como muchos otros peces depredadores, poseen una boca ancha y un cuerpo alargado.

## Distribución y ecología
Este género se encuentra en la mayoría de los ríos tropicales y subtropicales de Sudamérica, entre la cordillera de los Andes y el océano Atlántico.
El género es nativo de Sudamérica y habita en corrientes de agua dulce de la región Amazónica ocupando tanto ríos y arroyos, como charcas y lagos. Algunas especies también se encuentran al norte del Amazonas, en Guyana, Venezuela y Colombia, así como al sur del Amazonas en las regiones costeras, hasta el centro de Argentina y en todos los sistemas fluviales de Uruguay.
La mayoría de las especies habitan en cursos de agua templada, pero existen excepciones notables que viven en las regiones frías de Argentina y Uruguay. Crenicichla son depredadores y se alimentan de otras especies de peces o de insectos. Habitualmente cazan al acecho permaneciendo a la espera de la presa ocultos entre ramas de árboles sumergidas o detrás de las rocas. Su comportamiento y la forma de su cuerpo son adaptaciones características similares a las adoptadas por el grupo no relacionado de peces Esocidae, de distribución holártica.

## Especies

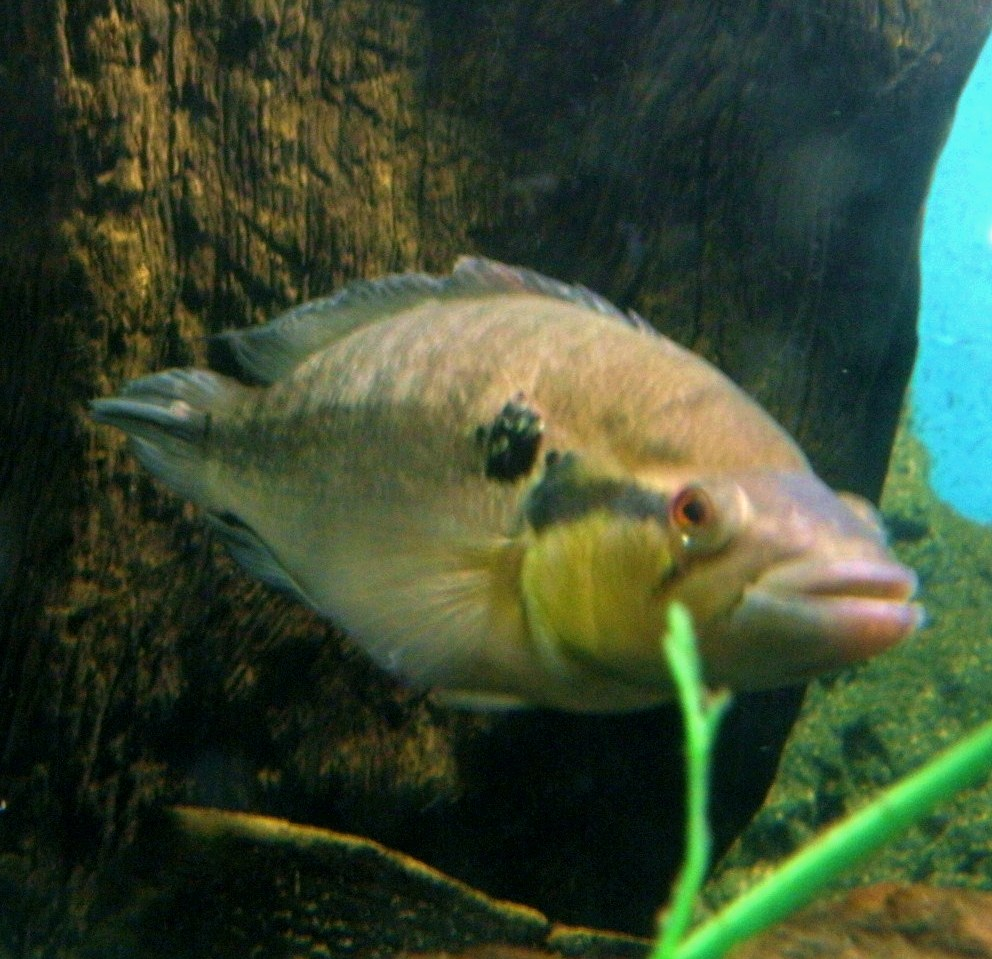
Crenicichla lepidota.

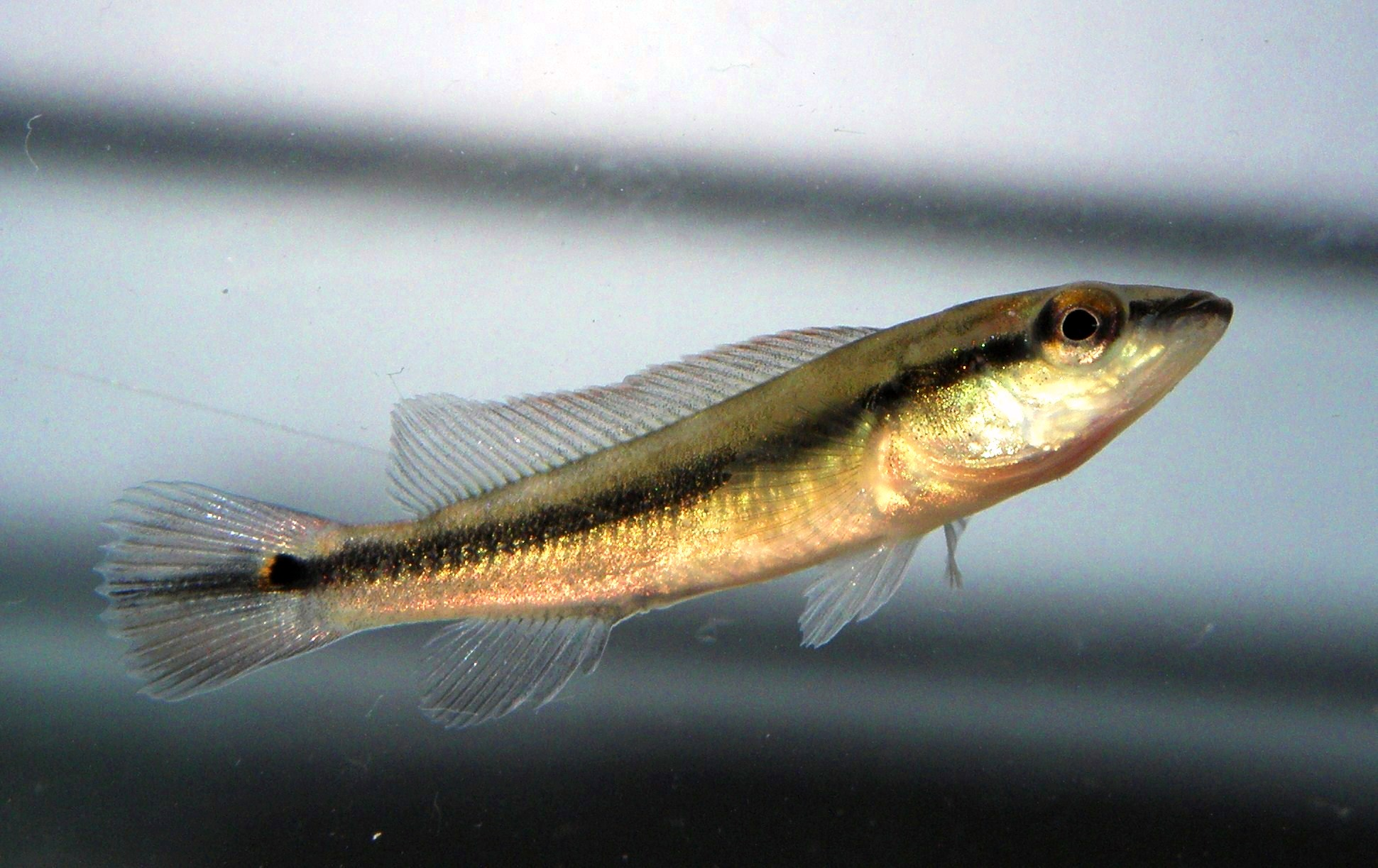
Crenicichla scottii.

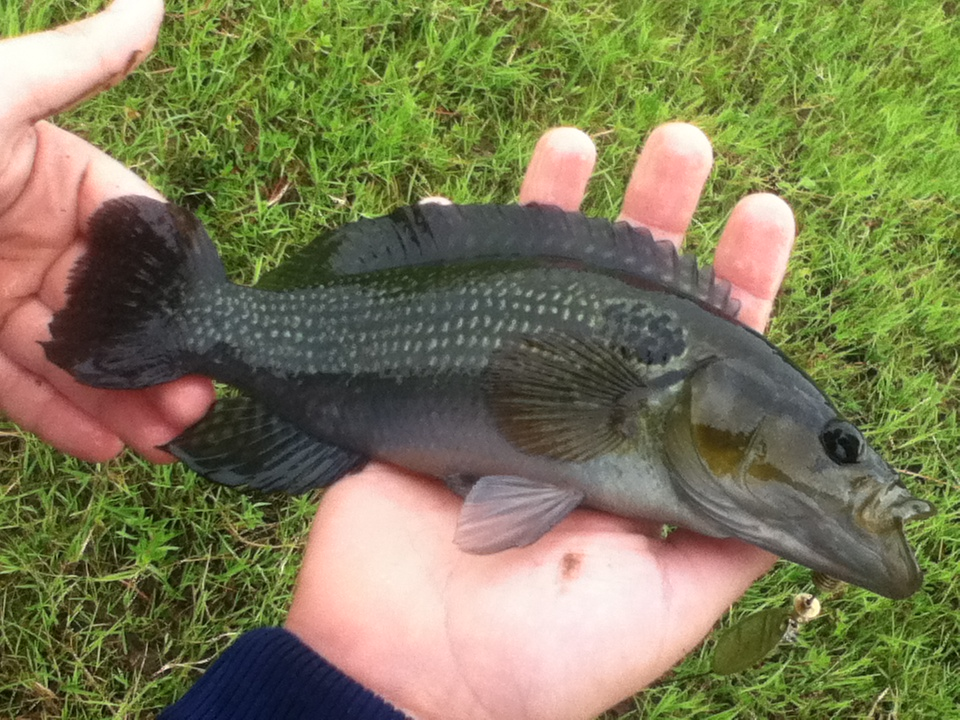
Crenicichla lepidota, macho adulto.

A principios de 2010, se encontraban descritas aproximadamente 80 especies, describiéndose dos nuevas especies por año aproximadamente. Se calcula que aún faltan 40 más por describir.
- Crenicichla acutirostris (Günther, 1862)[7]
- Crenicichla adspersa (Heckel, 1840)[1]
- Crenicichla albopunctata (Pellegrin, 1904)[8]
- Crenicichla alta (Eigenmann, 1912)[9]
- Crenicichla anamiri
- Crenicichla anthurus (Cope, 1872)[10]
- Crenicichla brasiliensis (Bloch, 1792)
- Crenicichla britskii (Kullander, 1982)[11]
- Crenicichla cametana (Steindachner, 1911)
- Crenicichla celidochilus (Casciotta, 1987)
- Crenicichla chicha Varella, S. O. Kullander & F. C. T. Lima, 2012
- Crenicichla cincta (Regan, 1905)
- Crenicichla compressiceps (Ploeg, 1986)
- Crenicichla coppenamensis (Ploeg, 1987)
- Crenicichla cyanonotus (Cope, 1870)
- Crenicichla cyclostoma (Ploeg, 1986)
- Crenicichla empheres (Lucena, 2007)[12]
- Crenicichla frenata (Gill, 1858)[13]
- Crenicichla gaucho (Lucena & Kullander, 1992)[14]
- Crenicichla geayi (Pellegrin, 1903)[15]
- Crenicichla gillmorlisi S. O. Kullander & C. A. S. de Lucena, 2013
- Crenicichla hadrostigma (Lucena, 2007)[12]
- Crenicichla haroldoi (Luengo & Britski, 1974)
- Crenicichla heckeli (Ploeg, 1989)
- Crenicichla hemera (Kullander, 1990)
- Crenicichla hu (Piálek, Rícan, Casciotta & Almirón, 2010)[16]
- Crenicichla hummelincki (Ploeg, 1991)
- Crenicichla igara (Lucena & Kullander, 1992)
- Crenicichla iguapina (Kullander & de Lucena, 2006)[2]
- Crenicichla iguassuensis (Haseman, 1911)
- Crenicichla inpa (Ploeg, 1991)
- Crenicichla isbrueckeri (Ploeg, 1991)[17]
- Crenicichla jaguarensis (Haseman, 1911)
- Crenicichla jegui (Ploeg, 1986)
- Crenicichla johanna (Heckel, 1840)
- Crenicichla jupiaensis (Britski & Luengo, 1968)
- Crenicichla jurubi (Lucena & Kullander, 1992)
- Crenicichla labrina (Spix & Agassiz, 1831)
- Crenicichla lacustris (Castelnau, 1855)
- Crenicichla lenticulata (Heckel, 1840)
- Crenicichla lepidota (Heckel, 1840)[1]
- Crenicichla lucenai
- Crenicichla lucius (Cope, 1870)
- Crenicichla lugubris (Heckel, 1840)
- Crenicichla macrophthalma (Heckel, 1840)
- Crenicichla maculata (Kullander & de Lucena, 2006)[2]
- Crenicichla mandelburgeri (Kullander, 2009)[18]
- Crenicichla marmorata (Pellegrin, 1904)
- Crenicichla menezesi (Ploeg, 1991)
- Crenicichla minuano (Lucena & Kullander, 1992)
- Crenicichla missioneira (Lucena & Kullander, 1992)
- Crenicichla mucuryna (Ihering, 1914)
- Crenicichla multispinosa (Pellegrin, 1903)
- Crenicichla nickeriensis (Ploeg, 1987)
- Crenicichla niederleinii (Holmberg, 1891)
- Crenicichla notophthalmus (Regan, 1913)
- Crenicichla pellegrini (Ploeg, 1991)
- Crenicichla percna (Kullander, 1991)
- Crenicichla phaiospilus (Kullander, 1991)
- Crenicichla ploegi Varella, Loeb, de Lima & Kullander, 2018[19]
- Crenicichla prenda (Lucena & Kullander, 1992)
- Crenicichla proselytus (Kullander, 1988)[20]
- Crenicichla proteus (Cope, 1872)
- Crenicichla punctata (Hensel, 1870)
- Crenicichla pydanielae (Ploeg, 1991)
- Crenicichla regani (Ploeg, 1989)
- Crenicichla reticulata (Heckel, 1840)
- Crenicichla rosemariae (Kullander, 1997)
- Crenicichla santosi (Ploeg, 1991)
- Crenicichla saxatilis (Linnaeus, 1758)
- Crenicichla scottii (Eigenmann, 1907)
- Crenicichla sedentaria (Kullander, 1986)
- Crenicichla semicincta (Steindachner, 1892)
- Crenicichla semifasciata (Heckel, 1840)
- Crenicichla sipaliwini (Ploeg, 1987)
- Crenicichla stocki (Ploeg, 1991)
- Crenicichla strigata (Günther, 1862)
- Crenicichla sveni (Ploeg, 1991)
- Crenicichla tendybaguassu (Lucena & Kullander, 1992)
- Crenicichla ternetzi (Norman, 1926)
- Crenicichla tesay (Casciotta & Almiron, 2009)[21]
- Crenicichla tigrina (Ploeg, Jegu & Ferreira, 1991)
- Crenicichla tingui (Kullander & de Lucena, 2006)[2]
- Crenicichla urosema (Kullander, 1990)
- Crenicichla vaillanti (Pellegrin, 1903)
- Crenicichla virgatula (Ploeg, 1991)
- Crenicichla vittata (Heckel, 1840)
- Crenicichla wallacii (Regan, 1905)
- Crenicichla yaha (Casciotta, Almirón & Gómez, 2006)[22]
- Crenicichla yjhui Pialek, Casciotta, Almirón, & Rican, 2018[23]
- Crenicichla zebrina (Montana, López-Fernández & Taphorn, 2008)[24]